# Orthocladius littoris
Orthocladius littoris är en tvåvingeart som först beskrevs av Jean-Jacques Kieffer 1925.  Orthocladius littoris ingår i släktet Orthocladius och familjen fjädermyggor.
Artens utbredningsområde är Tyskland. Inga underarter finns listade i Catalogue of Life.